# Ambreiaj
Ambreiajul este un element al transmisiei care prin cuplare transmite  momentul furnizat de motor sau întrerupe transmiterea acestuia prin decuplare. Ambreiajele sunt folosite în mecanismele care au doi arbori, unul dintre ei fiind antrenat de motor, iar celălalt antrenează restul mecanismului. Dezactivarea transmiterii momentului lasă cei doi arbori să aibă turații diferite, independente una de cealaltă. Activarea ambreiajului se poate face atât în timp ce acesta se rotește, cât și în timp ce stă.

## Ambreiaje pentru autovehicule
Ambreiajele pentru autovehicule pot fi cu "cuplare și decuplare comandată" sau cu "cuplare și decuplare automată" și au o gamă largă de aplicare, fiind utile de exemplu, pentru schimbarea treptelor de viteză ale unui automobil. Construcția ambreiajului trebuie să asigure o decuplare rapidă și ușoară a transmisiei față de motor, la schimbarea vitezelor, și o cuplare lină și progresivă. Aceste caracteristici se impun ca urmare a faptului că motoarele cu ardere internă, spre deosebire de motoarele electrice, nu pot furniza puterea necesară pornirii din loc a autovehiculului decât la o turație ridicată. De asemenea, ambreiajul trebuie să îndeplinească și rolul de organ de siguranță în cazul frânărilor bruște, când momentul rezistent al roților motoare este mai mare decât momentul motor maxim. 

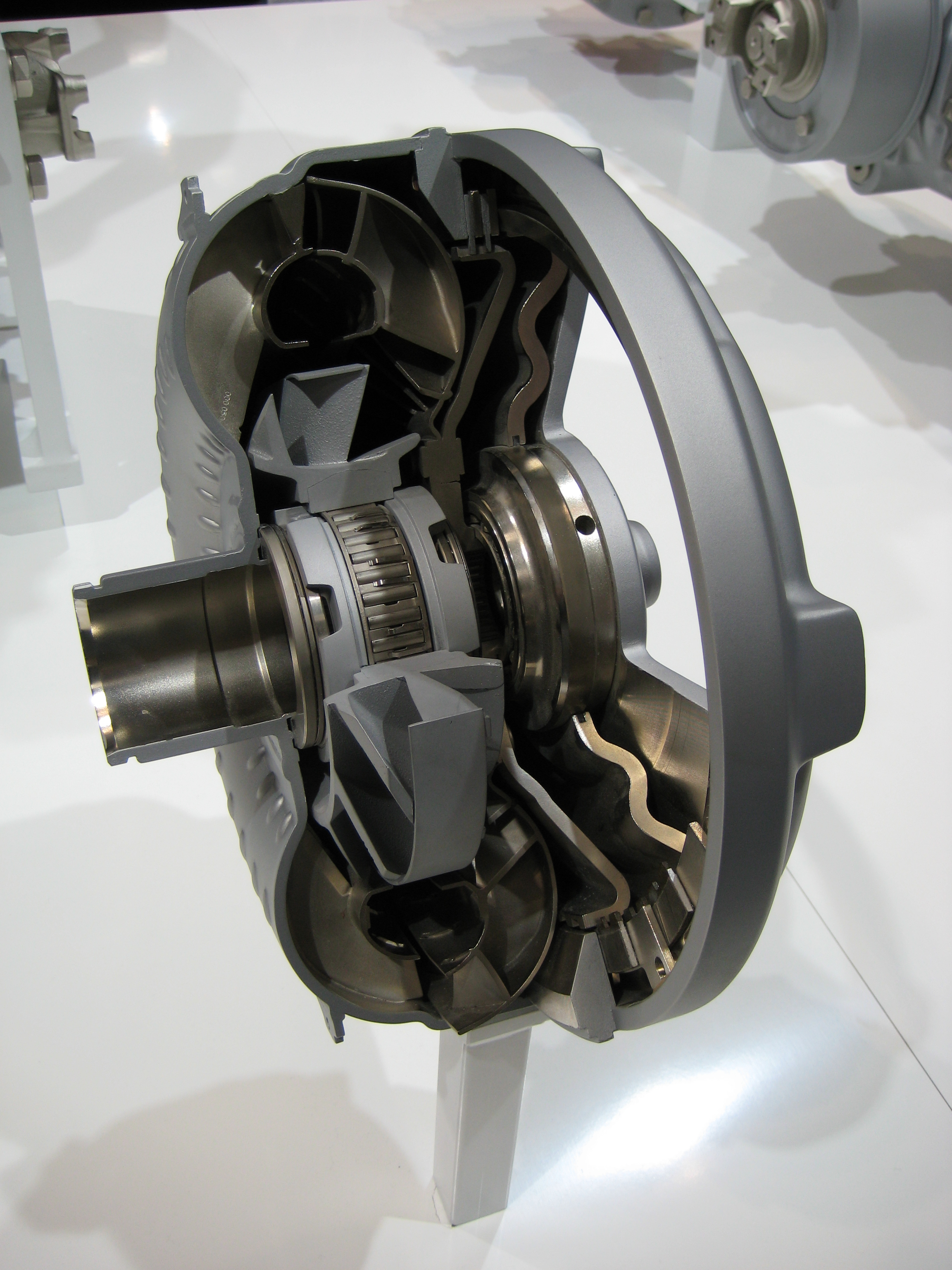
Convertizor de cuplu

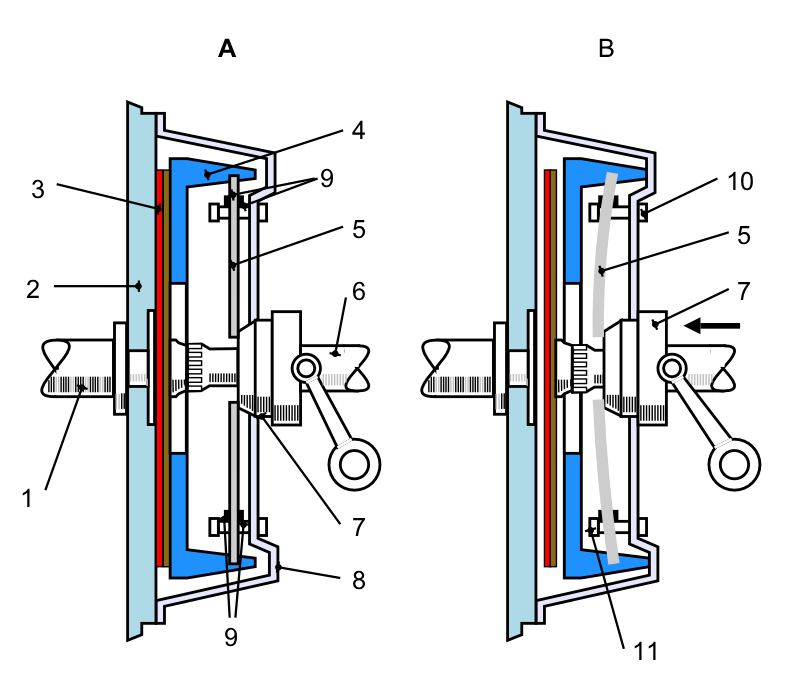
Ambreiaj mecanic; A=cuplat, B=decuplat1. ax primar (arbore cotit); 2. volant; 3. disc ambreiaj; 4. placa de presiune; 5. arc; 6. ax secundar; 7. rulment de presiune; 8. carcasă; 9. inele de susținere; 10./11. locuri de fixare

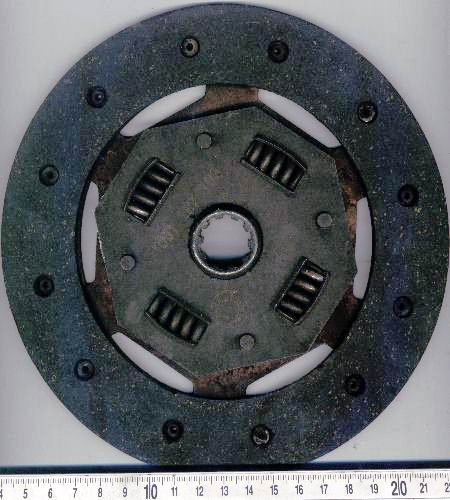
Disc de ambreiaj uscat

Există mai multe tipuri de ambreiaje mecanice, majoritatea sunt bazate pe unul sau mai multe discuri de frecare, împinse prin forță unul către celălalt. Aceste discuri sunt volantul motorului, discul de ambreiaj (unul sau mai multe, disc fricțiune) și placa de presiune. Datorită mărimii suprafeței de contact a discurilor și puterii de apăsare între ele aplicate, se transmite cuplul (momentul) de rotație între cele două axe, adică de la axul primar (motor) la cel secundar (condus) sau în sens invers. 
La autovehicule, când ambreiajul este activat pentru a transmite cuplul de putere al motorului la celălalt ax al transmisiei, de obicei către cutia de viteze, poate fi necesară creșterea turației motorului ca acesta să nu se oprească. O creșterea bruscă (exagerată) prea mare a turației provoacă prematur uzura suprafețelor de contact (fricțiune) ale ambreiajului. Ambreiajele sunt clasificate după felul aplicației (funcțiune) și după modul de cuplare.
La convertizorul de cuplu, în care uleiul are funcția transmiterii momentului, sunt prevăzute două turbine, care la rotații diferite fiind una lângă cealaltă într-un spațiu redus, una în funcție de pompă și una în funcție de preluarea momentului de rotație la axa secundară, îndeplinesc funcția de ambreiaj. Acest sistem hidrodinamic, construit în principiu pentru vapoare de către Hermann Föttinger, face posibil ca raportul turațiilor să ajungă până la 1:5, cu care autovehiculele ce au astfel de cuplaje în trei trepte, pot ajunge viteze de până 300 km/h. 

### Ambreiaje uscate și umede
Ambreiaje umede
Un ambreiaj umed este un ambreiaj scufundat într-un lichid (ulei) de răcire, care totodată păstrează curate suprafețele de contact, face utilizarea mai lină și prelungește astfel durata de funcționare a acestui tip de ambreiaj. Din cauza mediului umed în care se află, ambreiajele umede tind însă să piardă la transmisie, prin "alunecare", o parte din puterea cuplului motor al axei primare.
Ambreiaje uscate
Ambreiajele uscate nu sunt scufundate în niciun lichid.

## Utilizarea ambreiajului la automobile
Ambreiajul la autoturisme are în principiu aceeași funcționare, lăsând la o parte aspectele de design: unul (sau mai multe) discuri de ambreiaj, presate intre volantul motorului și placa de presiune de arcuri puternice. Materialul de fricțiune are diferite compoziții în funcție de tipul ambreiajului (uscat sau umed în cazul motocicletelor).

## Utilizarea ambreiajului la motociclete

### Ambreiaje centrifugale
Unele mașini și mopeduri folosesc ambreiaje centrifugale. Acestea folosesc forța centrifugă pentru a activa ambreiajul peste anumite turații: cu cât crește turația cu atât cele două axe se vor roti cu turații mai apropiate. Astfel un ambreiaj centrifugal se comportă aproape ca o transmisie continuă.